# Arian Salimi
Arian Salimi (ur. 16 grudnia 2003 w Kermanszah) – irański zawodnik taekwondo, mistrz olimpijski z Paryża (2024).

## Życiorys
W 2022 roku zdobył srebrny medal Igrzysk Azjatyckich, a w 2023 roku został brązowym medalistą mistrzostw świata w Baku.
W 2024 roku w barwach Iranu wziął udział w Letnich Igrzyskach Olimpijskich w Paryżu, gdzie w rywalizacji zawodników taekwondo powyżej 80 kilogramów zdobył złoty medal, pokonując po drodze Nikitę Rafalovicha z Uzbekistanu, Carlosa Sansoresa z Meksyku, Ivana Šapinę z Chorwacji i Cadena Cunninghama z Wielkiej Brytanii.